# Алексеј Гуришев
Алексеј Михајлович Гуришев (рус. Алексей Михайлович Гурышев; Москва, 14. март 1925 — Москва, 16. новембар 1983) био је совјетски хокејаш на леду, касније и хокејашки судија и члан репрезентације Совјетског Савеза која је освојила историјску прву златну медаљу на Светском првенству 1954. године. Играо је на позицији централног нападача. Заслужни мајстор спорта Совјетског Савеза од 1954. године.
Пре него је активно почео да се бави хокејом на леду Гуришев је играо фудбал и хокеј на трави. Целу хокејашку каријеру (1947−1961) провео је у редовима московске екипе Крила Совјетов са којим је освојио титулу националног првака 1957. и титулу победника националног купа 1951. године. Са постигнутих 379 голова у преко 300 одиграних утакмица у совјетском првенству, Гуришев се налази на трећем месту најефикаснијих стрелаца свих времена совјетске лиге. 
За репрезентацију Совјетског Савеза наступао је од 1954. до 1959. одигравши 92 утакмице и постигавши 71 гол. Највећи успеси у репрезентативном дресу су му били златна олимпијска медаља на ЗОИ 1956. у Кортини, те титула светског првака на СП 1954. године. Са светских првенстава има још 4 сребрне медаље из 1955, 1957. и 1958. и 1959 године. 
По окончању играчке каријере бавио се суђењем, а поред утакмица совјетске лиге имао је и статус међународног судије. Суђењем се бавио у периоду 1964−1975. 